# Mózes de León
Mózes de León, vagy Mose ben Sém-Tóv (héberül: משה בן שם-טוב די-ליאון), (Guadalajara, 1240/1250 körül – Arévalo, 1305) középkori zsidó misztikus író.
A hispániai León tartományból származott. Több kabbalisztikus művet írt, de valószínűleg ő a szerzője a 2. századi Rabbi Simon bár Jochájnak (Rásbi) tulajdonított kabbalisztikus alkotásnak, a Zóhárnak ('Fény') is. Mózes de León a misztikus írók kedvenc fogásaként folyamodott a régi írók tekintélyéhez, hogy így hitelesítse saját alkotását. A mű arám nyelven íródott, hogy a szerző ezáltal is növelje az ünnepélyes titokzatosságot, homályosságot.